# 越の犬
越の犬（こしのいぬ）は、北陸地方原産の日本犬の一種。純血種はすでに絶滅している。犬種名は、旧越国に相当する越前、越中、越後が原産地であることにちなんで付けられた。

## 歴史
日本各地で地元に根付いた地犬のひとつで、古くから猟犬として使われてきた。仲間間での連絡が強く、イノシシやシカなど、日本に生息する大型獣なら、どんなものであっても仕留めることができたと伝わる。
越の犬は、富山県のある地域では立山犬、石川県のある地域では能登犬、福井県のある地域では大野犬というように、地域ごとに別々の名前で呼ばれていた。しかし、その決定的な違いはほとんどなかったため、越の国の犬を一括で「越の犬」と呼ばれるようになった。元来これらは狩猟の能力を重視した交配が行われていたため、サイズや容姿はあまり固定されていなかった。
1934年（昭和9年）6月に『越の犬保存会』が創設。中型犬に属する新種の日本犬を発見したと報じられた。同年の12月28日に天然記念物として指定された。他の日本産地犬とわざわざ区別された上で指定されたことでわかるように、当地方に著名な犬種としての狩猟適性犬種がいたことは事実である。天然記念物に指定されている他の日本犬としては、北海道犬、秋田犬、柴犬、甲斐犬、四国犬、紀州犬と、現在著名な犬種が並ぶが、本種が存在したことはあまり知られていない。これは、本種がもとより希少種であり、かつ保護活動も盛んではなく、純血種は後に絶滅したことが理由である。
クマやシカを狩る猟師により飼育されていたが、第二次世界大戦中は狩猟できる人がいなくなって数を減らしてしまった。
富山県では1963年（昭和38年）に県獣として指定された。しかしながらチャウ・チャウの血が入った三河犬との交雑により本来の性格を失っていった。富山県内で純系種と断定できるのは『丸号』1頭のみとなってしまった。そして1970年（昭和45年）11月25日に最後の純系種だった丸号（23歳）が死亡。1975年（昭和50年）9月22日に県獣は絶滅した越の犬に変わってカモシカが指定された。
富山県では混系の交尾管理を行って理想的な姿をした個体を選んで保護と増殖を試みた。現在でも原産地域に本種の血を引く数十頭の犬が生存していることが確認されているが、保存活動はあまり活発に行われておらず、早晩完全に消滅してしまうことが危惧されている。

## 特徴
姿は典型的な日本犬で、耳は立ち耳、尾は巻き尾である。マズルは尖っていて、脚は長い。骨太で筋肉質の引き締まった体つきをしていて、顔立ちは精悍である。コートはショートコートで、毛色に制限はない。中型犬サイズで、性格は勇敢で忠実であり、警戒心が強い。パックとして認識した仲間と主人以外にはあまり感情表現を露にしないといわれている。

## ギャラリー

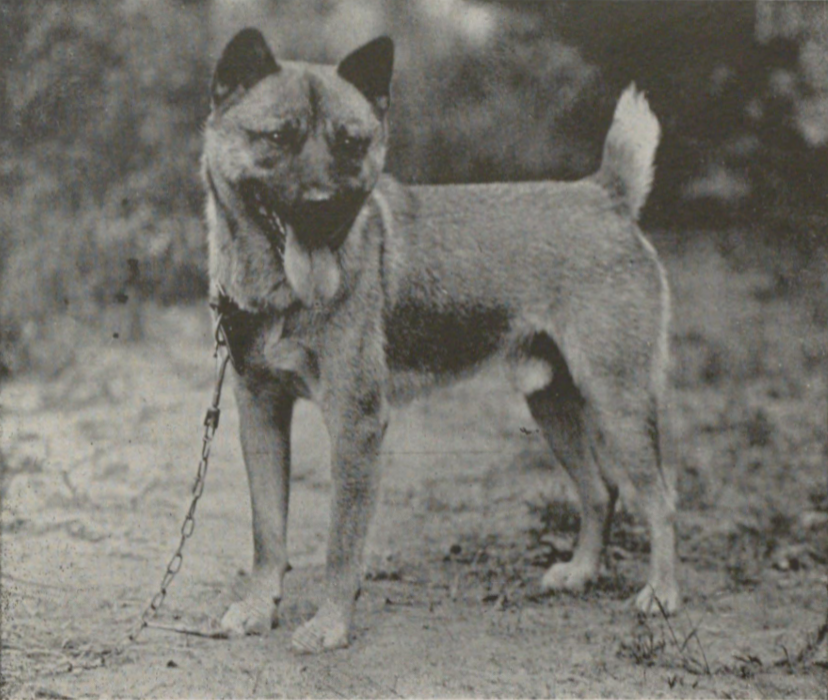
熊号
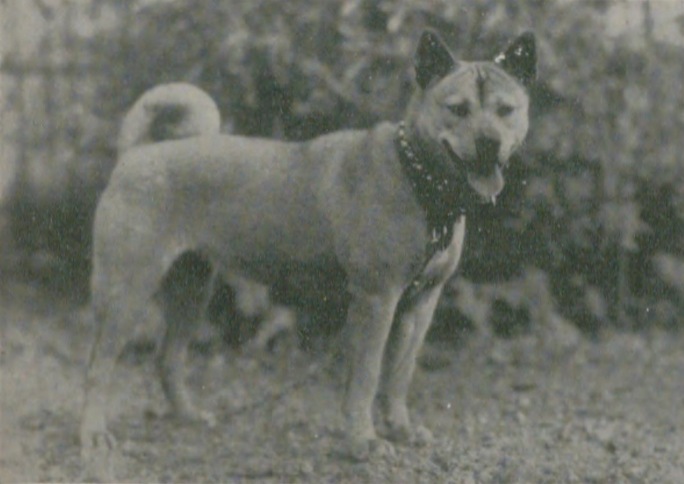
白山系の牝の猟犬